# Rostkronad tangara
Rostkronad tangara (Stilpnia vitriolina) är en fågel i familjen tangaror inom ordningen tättingar.

## Utseende
Rostkronad tangara är överlag en ljust gråblå fågel med mer bjärt turkosfärgade vingar, en svart ögonmask och rostorange hjässa. Könen är lika. Den är mest lik isabellatangaran, men deras utbredningsområden överlappar inte.

## Utbredning och systematik
Fågeln förekommer i torra buskskogsområden i västra Colombia och nordvästra Ecuador. Den behandlas som monotypisk, det vill säga att den inte delas in i några underarter.

### Släktestillhörighet
Traditionellt placeras arten i släktet Tangara. Genetiska studier visar dock att släktet är polyfyletiskt, där en del av arterna står närmare släktet Thraupis. Dessa resultat har implementerats på olika sätt av de internationella taxonomiska auktoriteterna, där vissa expanderar Tangara till att även inkludera Thraupis, medan andra, som tongivande Clements et al., delar upp Tangara i mindre släkten. I det senare fallet lyfts rostkronad tangara med släktingar ut till släktet Stilpnia, och denna linje följs här.

## Levnadssätt
Rostkronad tangara är en rätt vanlig fågel i torra och öppna landskap. Den ses vanligen i par eller småflockar som rör sig genom buskiga öppna skogar, ungskog och trädgårdar.

## Status
Arten har ett stort utbredningsområde och beståndet anses stabilt. Internationella naturvårdsunionen IUCN listar den därför som livskraftig (LC).

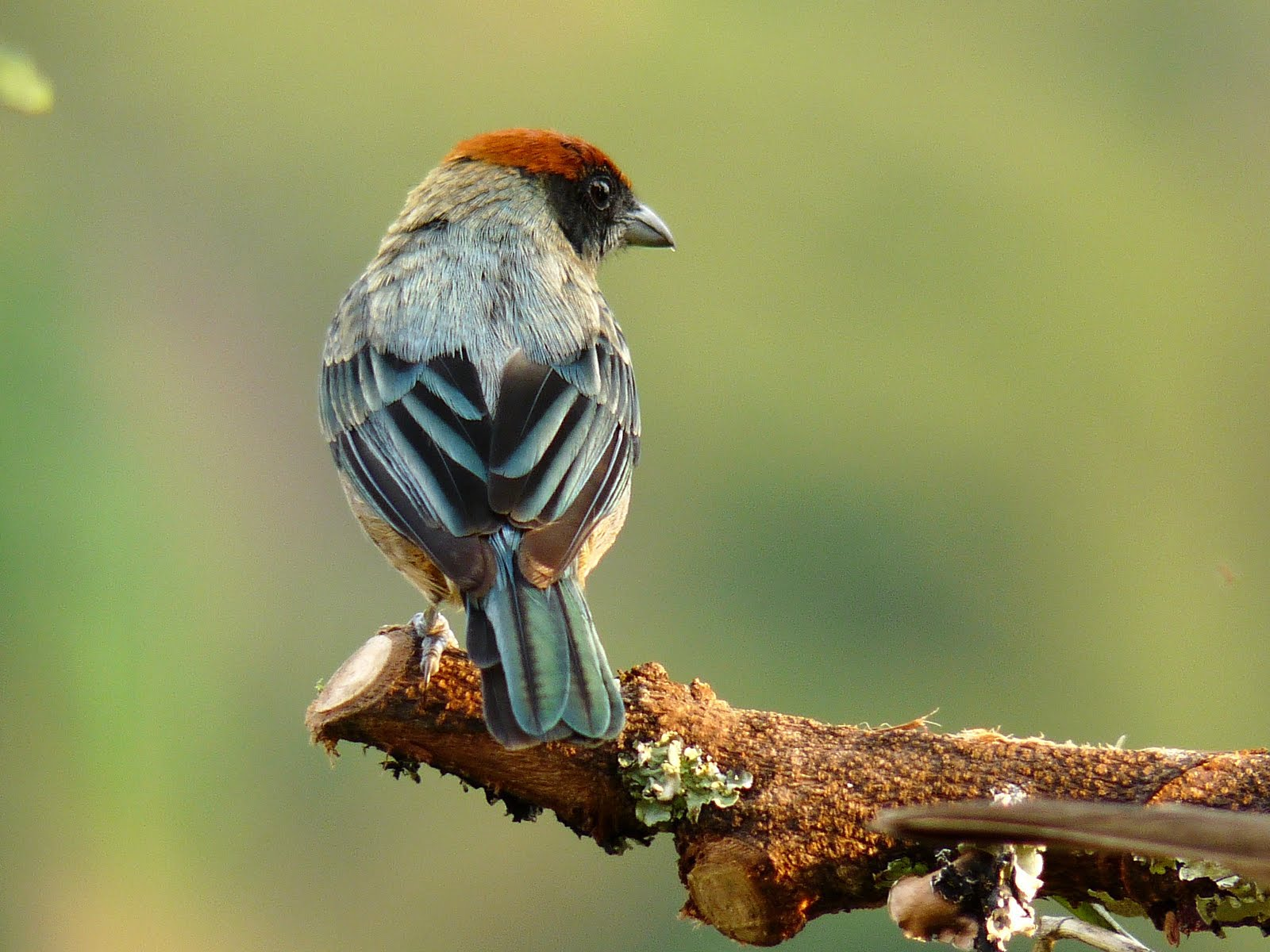
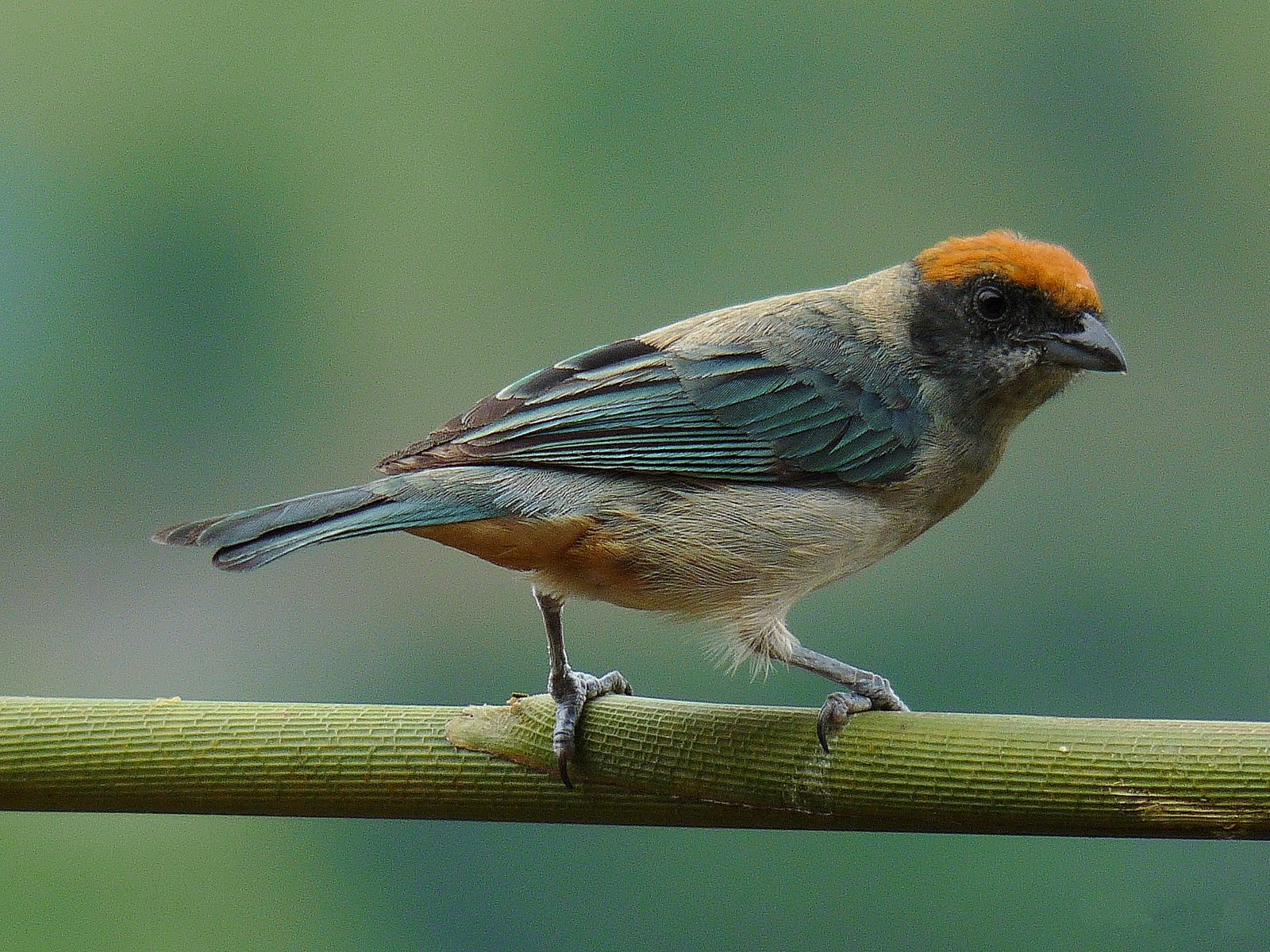
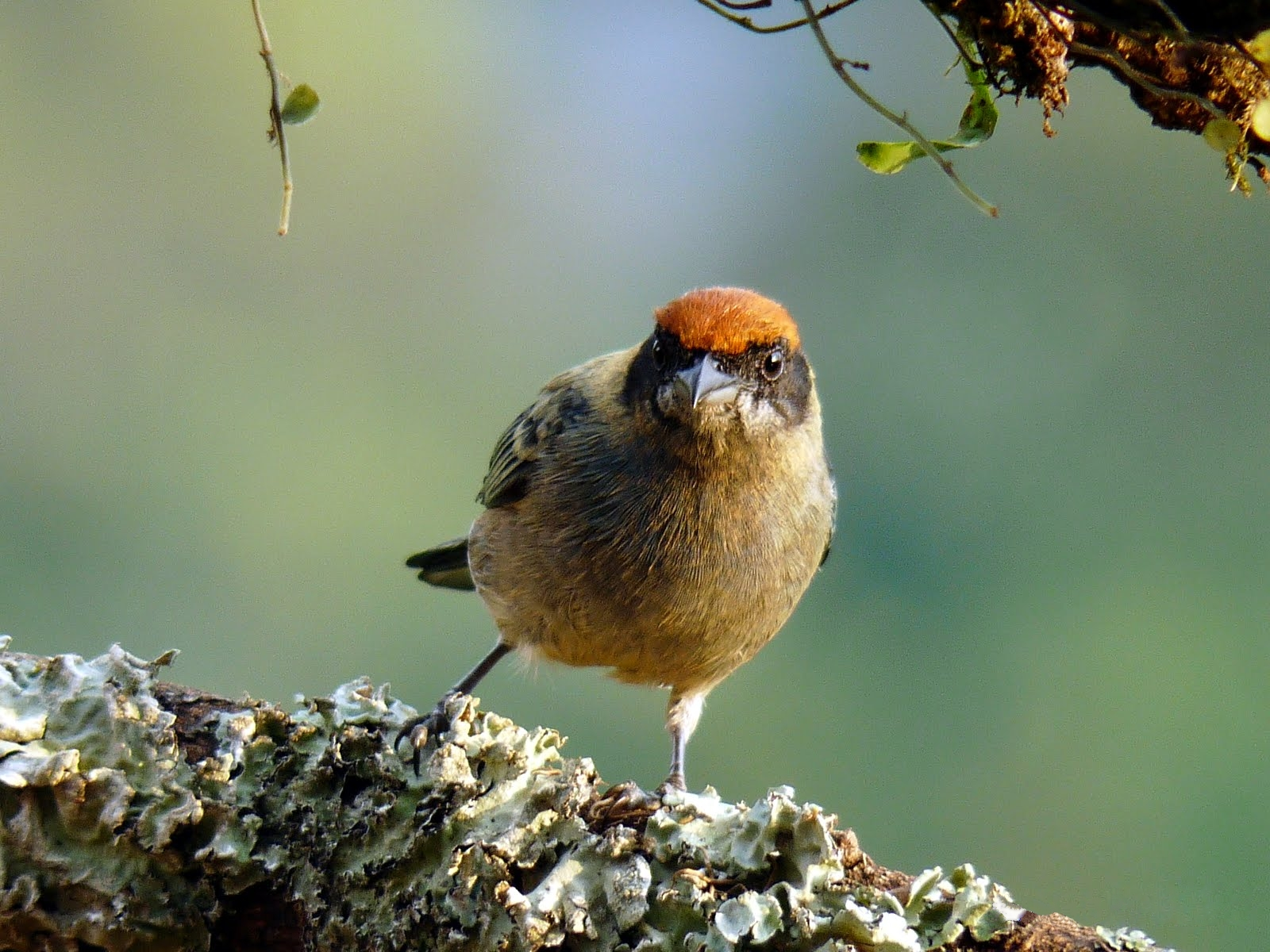